# 오모리역 (도쿄도)
오모리역(일본어: 大森駅, おおもりえき)은 일본 도쿄도 오타구에 있는 철도역이다.

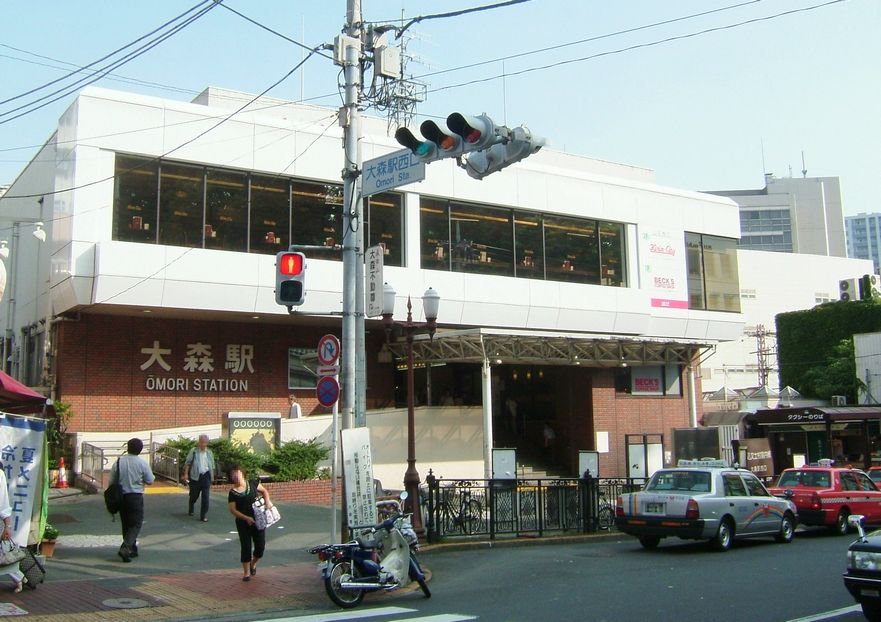
서쪽 출구(2008년 9월)

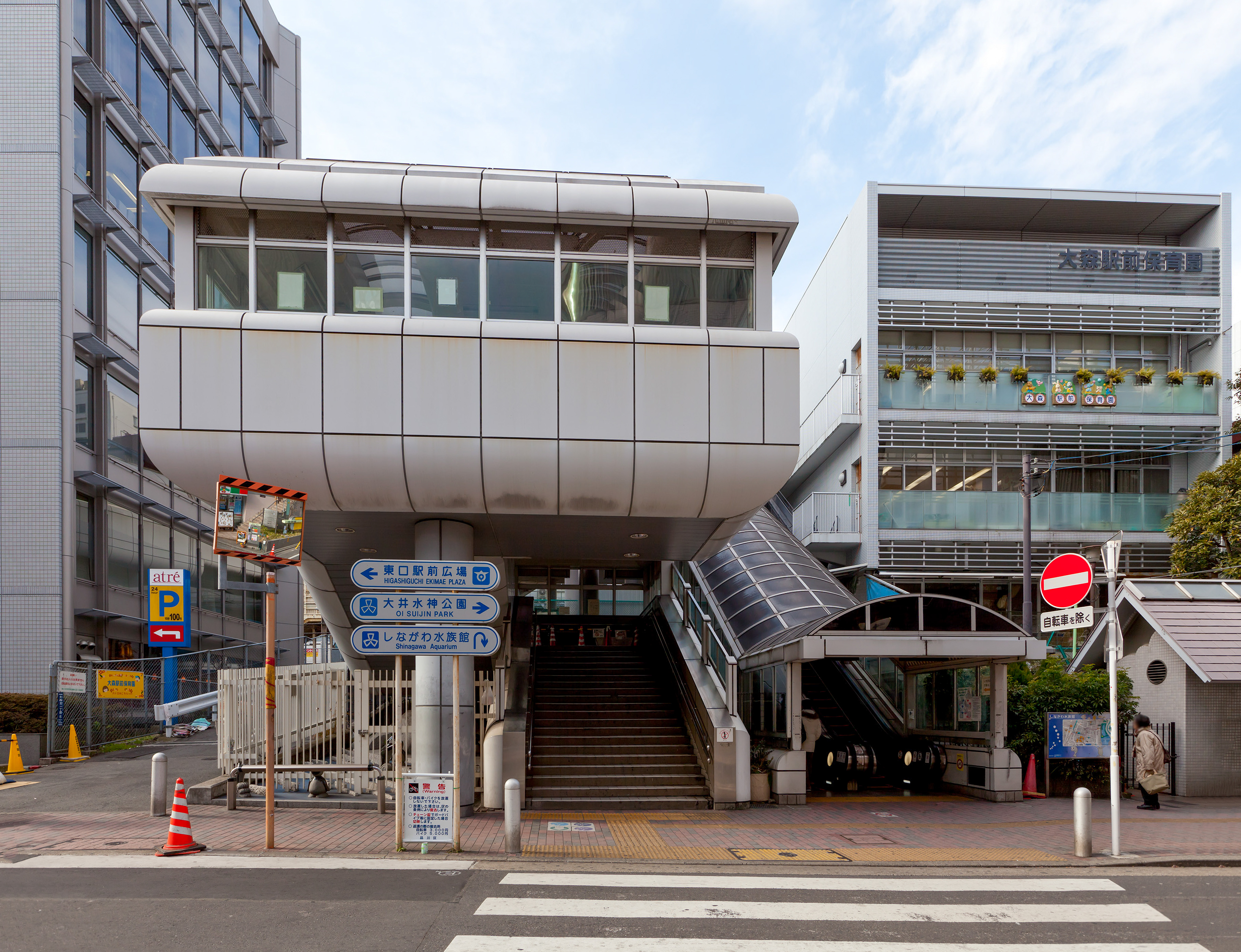
북쪽 출구 동쪽(2011년 1월)

저희 역에는 열차선을 달리는 게이힌도호쿠선열차만 정차하고, 열차선을 달리는 도카이도선 열차는 정차하지 않고, 여객 안내에서는 "도카이도(본)선"이라고는 안내되어 있지 않다. 또한, JR의 제도의 "도쿄도 구내"에 속한다.

## 개요
당역은, 신바시-요코하마간 개업의 4년 후에 개업한 매우 역사의 낡은 역이다. 원래는 선로의 보수 점검을 실시하는 궁리의 곳이었지만, 그것이 불필요하게 되어 역사에 전용되었다. 게이힌 사이의 전철 운행 개시 후는 객차 열차 통과가 늘어나 쇼와 초기에 정차가 없어져 전철 전용의 역이 되었다. 그 후도 열차선 홈은 오랫동안 남아 있었지만, 역 개축에 따라 1984년(쇼와 59년)까지 해체되었다. 그 이름 나머지로, 열차선 상향선로와 하향선로의 간격이 조금 넓고, 광고보드가 설치되어 있다.

## 타는 곳
| 번선 | 노선           | 방향   | 목적지                                  |
| ---- | -------------- | ------ | --------------------------------------- |
| 1    | 게이힌도호쿠선 | 남행선 | 가마타・가와사키・요코하마・오후나 방면 |
| 2    | 게이힌도호쿠선 | 북행선 | 시나가와・도쿄・우에노・오미야 방면     |

(출처:JR 동일본:역 구내도）

## 역세권 정보
- 게이힌 급행 전철 오모리카이간 역이 도보로 15분 거리에 있다.

## 역사
- 1876년 (메이지 9년) 6월 12일: 관설 철도역이 개업. 여객 영업 전용 여객역.
- 1877년 (메이지 10년): 오르막 열차로 요코하마에서 신바시로 이동 중에드워드 S 모스가 당 역 발차 직후의 왼쪽 차창에 오모리 조카즈카를 발견.
- 1879년 (메이지 12년) 3월 1일: 오모리 - 가와사키 사이가 복선화.
- 1880년 (메이지 13년) 11월 14일: 시나가와 - 오모리 사이가 복선화.
- 1898년 (메이지 31년) 4월 1일: 화물 취급 개시.
- 1901년 (메이지 34년) 2월 1일: 게이힌 전기 철도(현재의 게이힌 급행 전철) 오모리 정차장 앞 - 가와사키(후의 롯고바시)간 개통과 동시에 오모리 정차장 앞역이 개업. 나중에 오모리역으로 개칭한다.
- 1904년 (메이지 37년) 5월 8일: 오모리 정차장 앞 - 가이간(현·오모리카이간) 사이가 게이힌 급행 전철 오모리 지선이 된다.
- 1913년 (다이쇼 2년) 2월: 야마노구치 개찰(현·서쪽 출구) 개설.
- 1914년 (다이쇼 3년) 12월 20일: 게이힌선(게이힌 도호쿠선의 전신) 운행 개시.
- 1919년 (다이쇼 8년): 산노구치 개찰(현・서쪽 출구) 확장.
- 1930년 (쇼와 5년) 3월 15일: 열차선은 모든 여객 열차가 통과된다.
- 1930년 (쇼와 5년): 오모리역 - 이케가미역 사이에 승합 버스 개통.
- 1937년 (쇼와 12년) 3월 8일: 게이힌 전기철도 오모리 지선이 폐지.
- 1959년 (쇼와 34년) 12월: 북쪽 출입구 개찰 개설.
- 1974년 (쇼와 49년) 10월 1일: 화물 취급 폐지.
- 1977년 (쇼와 52년) 9월: 오모리 가이즈카 발견 발굴 100주년을 기념해 역 홈에 '일본 고고학 발상지' 비가 건립된다.
- 1982년 (쇼와 57년) 7월: 역사 개축 공사 착공.
- 1984년 (쇼와 59년)
  - 7월: 현 역사 완성.
  - 9월 14일: 역 빌딩 "오모리 프리모"(현재의 "아틀레 오모리") 개업[1].
- 1985년 (쇼와 60년) 4월: 시나가와구와 오타구의 공동 사업 "오모리역 보도교"(북쪽 출구 개찰구에서 동쪽 "시나가와구 미나미오이 방면"으로 내리는 자유 통로) 완성.
- 1986년 (쇼와 61년) 11월 1일: 수하물의 취급을 폐지.
- 1987년 (쇼와 62년) 4월 1일: 국철 분할 민영화이에 따라 동일본 여객철도(JR 동일본)의 역이 된다.
- 1989년 (평일 원년) 3월 10일: 북쪽 출구 계단 확폭 완성(홈을 남쪽으로 연신하기 위해 공사 차량 유치선 "짐 홈 흔적"을 철거).
- 1990년 (평일 2년) 3월 20일: 여행 센터 오픈.
- 1991년 (평일 3년)
  - 9월 20일: 중앙 개찰구에 자동 개찰기를 설치하여 사용 시작.
  - 9월 27일: 북 개찰구에 자동 개찰기를 설치하고 사용 개시.
- 1994년 (평일 6년) 3월 16일: 승강장에서 중앙 입 개찰구로의 업 에스컬레이터 설치.
- 2001년 (평일 13년)
  - 7월: 중앙 입 콩코스에서 제1회 "오모리 유메 콘서트" 개최.
  - 11월 18일: IC 카드 "Suica" 의 이용이 가능해진다.
- 2002년 (평일 14년) 12월 13일: 중앙 입구 개찰구에서 홈을 연락하는 내리막에스컬레이터 설치.
- 2003년 (평일 15년) 2월 7일: 승강장과 중앙 개찰구를 연락하는 엘리베이터 설치.
- 2005년 (평일 17년) 11월 15일: 역 빌딩 "오모리 프리모"의 리뉴얼 완성. "아틀레 오모리"로 개칭.
- 2007년 (평일 19년) 7월 3일: 역 빌딩 "아틀레 오모리 2"가 리뉴얼.
- 2008년 (평일 20년) 10월 9일: 역 빌딩 "아틀레 오모리"가 리뉴얼.
- 2018년 (평일 30년) 3월 31일: 뷔 플라자 영업을 종료.
- 2019년 (령화 원년) 9월 23일: 스크린도어 사용 시작.
- 2021년 (령화 3년) 10월 31일: 미도리의 창구 영업 종료.
- 2023년 (령화 5년) 11월 11일: 북쪽 출구 개찰구에 고객 지원 콜 시스템을 도입.

## 사진

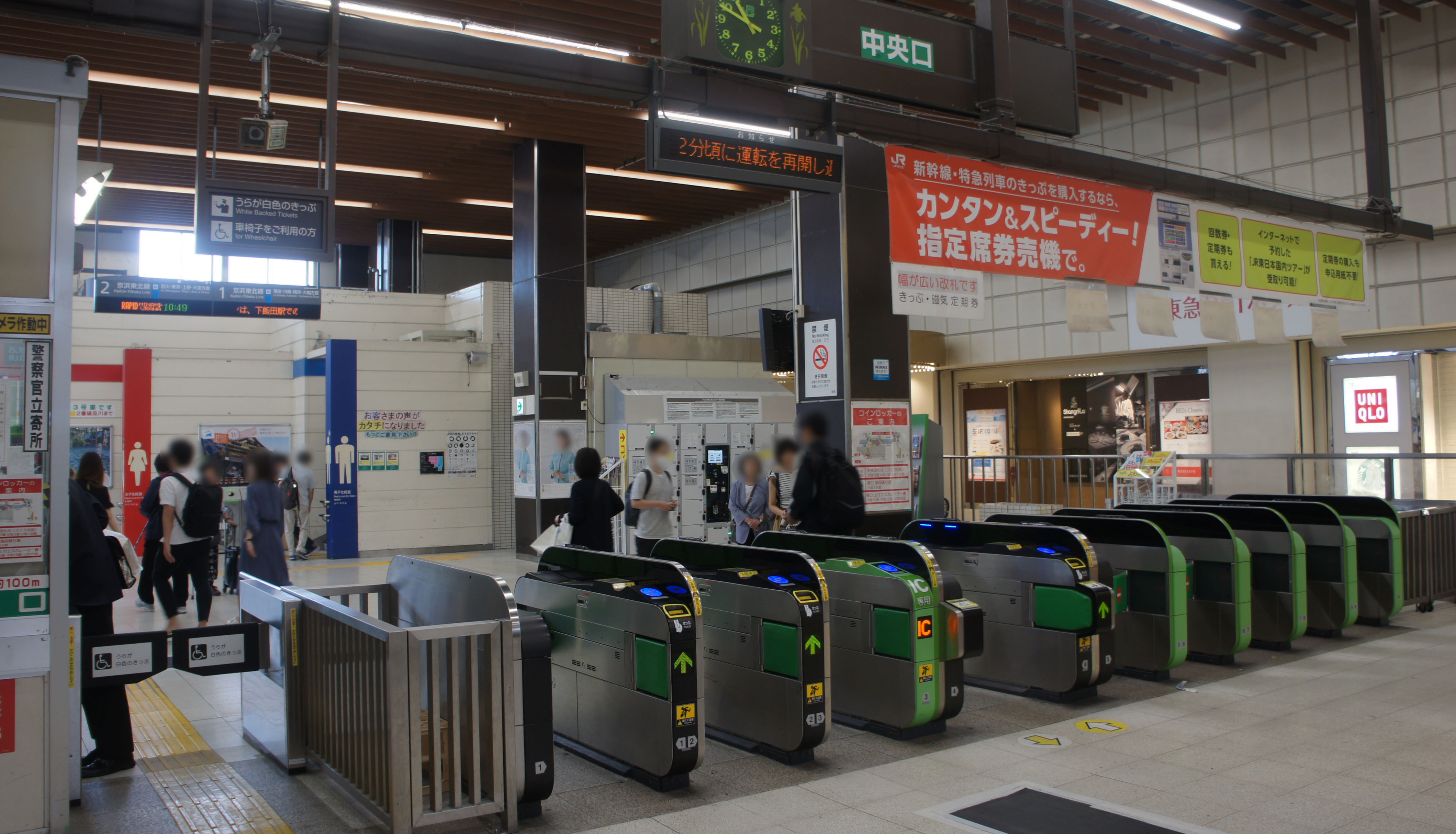
중앙 입 개찰구(2019년 6월)
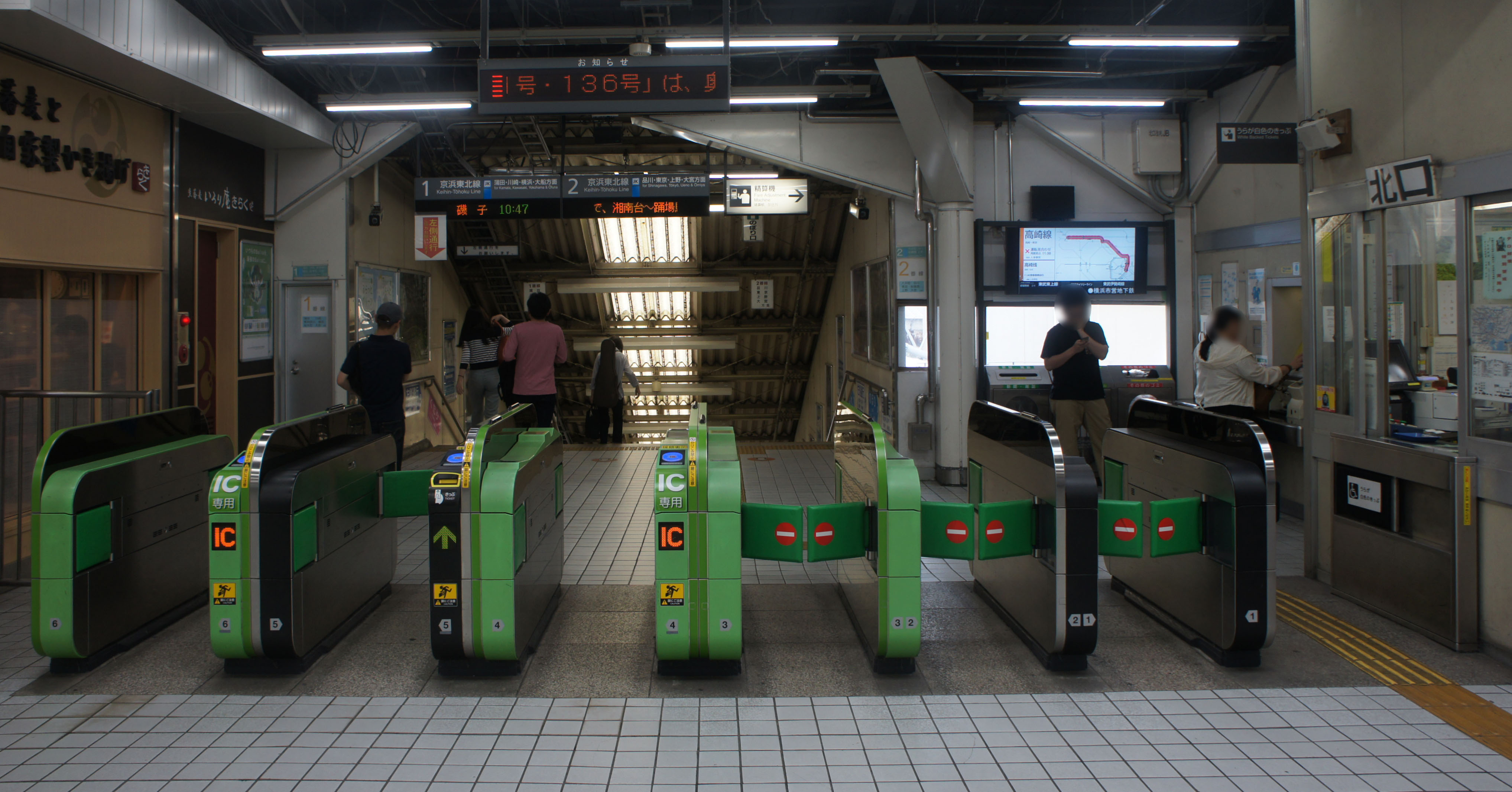
기타구치 개찰구(2019년 6월)
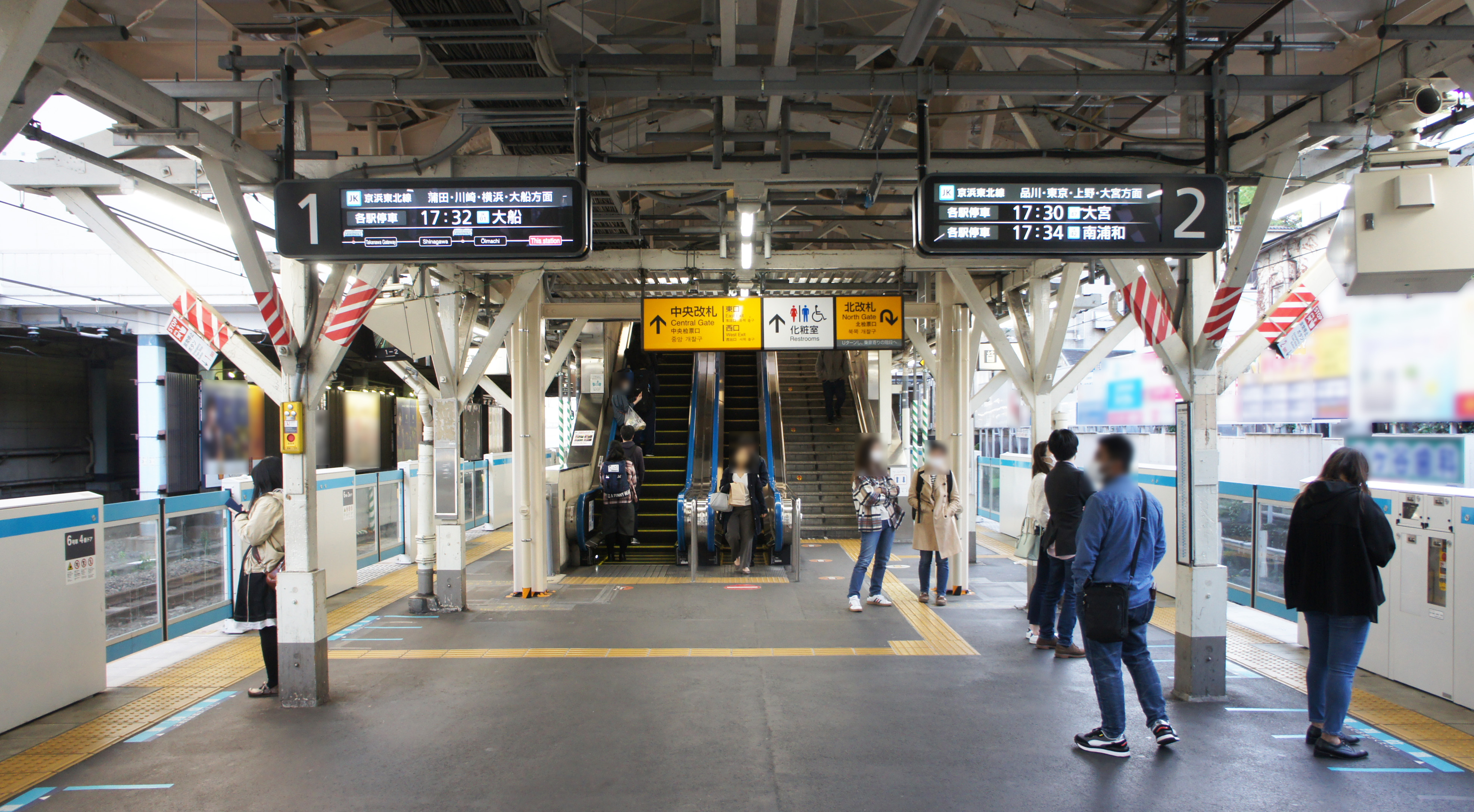
승강장 (2021년 4월)

## 인접역
| 동일본 여객철도 도카이도 본선 | 동일본 여객철도 도카이도 본선 | 동일본 여객철도 도카이도 본선 |
| ----------------------------- | ----------------------------- | ----------------------------- |
| 오이마치 오미야 방면          | ■ 게이힌 도호쿠 선            | 가마타 오후나 방면            |